# Attentats du 6 octobre 2015 à Aden
Pour les articles homonymes, voir attentat d'Aden.
Les attentats du 6 octobre 2015 à Aden sont perpétrés par la branche yéménite de l'organisation terroriste État islamique, contre le siège du gouvernement de Khaled Bahah, et contre des centres de commandement de la coalition saoudienne, lors de la guerre civile yéménite.
Le bilan est de 15 morts dont 4 soldats.
Auparavant, les autorités avaient accusé les Houthis d'être responsables de l'attentat, qui l'auraient perpétré à l'aide de roquettes.

## Conséquences
Après avoir initialement envisagé de rester sur place, le gouvernement et le président Abdrabbo Mansour Hadi s'exilent à Riyad jusqu'au 16 novembre 2015. Le 15 novembre 2015, Khaled Bahah annonce la réinstallation de son gouvernement à Aden, après son départ en exil à Riyad.